# Ceratophrys stolzmanni
Espèce
Synonymes
- Ceratophrys stolzmanni scaphiopeza Peters, 1967

Statut de conservation UICN

 VU B1ab(iii) : Vulnérable
Ceratophrys stolzmanni est une espèce d'amphibiens de la famille des Ceratophryidae.

## Répartition
Cette espèce se rencontre entre le niveau de la mer et 100 m d'altitude le long des côtes du golfe de Guayaquil :
- dans le Nord-Ouest du Pérou dans la région de Tumbes ;
- en Équateur dans les provinces de Guayas, de Santa Elena et de Manabí.

## Taxinomie
L'UICN reconnait deux sous-espèces Ceratophrys stolzmanni scaphiopeza Peters, 1967 de l'Équateur et  Ceratophrys stolzmanni stolzmanni Steindachner, 1882 du Pérou.

## Étymologie
Cette espèce est nommée en l'honneur de l'ornithologue Jan Sztolcman.

## Publication originale
- (de) Steindachner, 1882 : Batrachologische Beiträge. Sitzungsberichte der Kaiserlichen Akademie der Wissenschaften. Mathematisch-Naturwissenschaftliche Classe, Wien, vol. 85, p. 188-194 (texte intégral).